# Маршрутка
Маршрутка (рус. маршру́тка) је вид превоза који се углавном користи на истоку и у земљама у развоју. Име је изведено из руске фразе маршрутное такси, са значењем „линијски такси”. Највише се користе комбији већих дужина или минибусеви.
Принцип је сличан као аутобус, пут је познат, са тиме да су цене јефтиније него друга врста превоза. Маршрутка често покрива градове, села који обичан аутобус не покрива.